# کج‌کلاخان
کج‌کلاخان فیلمی به کارگردانی صابر رهبر و نویسندگی صابر رهبر، احمد نجیب‌زاده محصول سال ۱۳۵۲ است.

## خلاصه داستان
کریم، موسوم به کج‌کلاخان (رضا بیک ایمانوردی)، فردی بدهکار است که پس از وداع با مادرش (فرخ‌لقا هوشمند)، به تهران می‌رود تا کاری پیدا کند و بعد از آشنایی با پیرزن فقیری (پروین سلیمانی)، سرِ راه جوانشیر (رضا بیک ایمانوردی)، که کاملاً به او شباهت دارد، قرار می‌گیرد…

## بازیگران
- رضا بیک‌ایمانوردی کج کلاخان و جوانشیر
- جمیله
- علی میری
- مانوئل ماروتیان
- پروین سلیمانی
- آنجلینا
- سیامک اطلسی
- ماکوئی
- محمدرضا حقگو
- حجت
- پولاد
- حسین شهاب
- علی دهقان
- اکبر اصفهانی
- نریمان شیری‌فرد
- فرخ‌لقا هوشمند